# Tailor Made
Tailor Made is een nummer van de Amerikaanse zangeres Colbie Caillat uit 2008. Het is de vierde en laatste single van haar debuutalbum Coco.
"Tailor Made" is een optimistisch nummer dat Caillat schreef het nummer voor haar zus Morgan, en haar verloofde. Het nummer werd enkel in Nederland uitgebracht, waar het een klein succesje werd een 16e positie in de Tipparade.

## Tracklijst
- Cd-single

1. "Tailor Made" - 4:29